# Luka Peruzović
Luka Peruzović (* 26. Februar 1952 in Split, SFR Jugoslawien, heute Kroatien) ist ein kroatischer Fußballtrainer und ehemaliger Fußballspieler.
Der ehemalige Abwehrspieler gehörte zur so genannten „goldenen Generation“ der 1970er Jahre des Vereins Hajduk Split und ist einer von nur 5 Spielern (die anderen sind Mario Boljat, Mićun Jovanić, Ivica Matković und Dražen Mužinić), die mit Hajduk alle 4 errungenen Meistertitel in diesem Zeitraum gewannen. Peruzović wurde als Spieler insgesamt siebenmal Meister, fünfmal Pokalsieger und gewann 1983 den UEFA-Pokal.

## Spielerkarriere

### Verein
In der Spielzeit 1969/70 erstmals in der ersten jugoslawischen Liga eingesetzt, gewann Peruzović mit Hajduk in den folgenden Jahren vier Mal den jugoslawischen Meistertitel und fünfmal den jugoslawischen Pokal. 1980 wechselte er zum RSC Anderlecht in die belgische Erste Division und wurde dort drei Mal belgischer Meister und gewann den UEFA-Pokal 1982/83. Von 1986 bis 1988 war er erneut bei Hajduk Split unter Vertrag.

### Nationalmannschaft
Peruzović gehörte bei der Fußball-Weltmeisterschaft 1974 in Deutschland zum Aufgebot der jugoslawischen Nationalmannschaft, obwohl er noch kein Länderspiel bestritten hatte. Sein Debüt feierte er im WM-Spiel gegen Schweden, als er in der 78. Minute eingewechselt wurde.
Auch für die Fußball-Europameisterschaft 1976 in Jugoslawien wurde er berufen und im Spiel gegen Deutschland eingesetzt.
Insgesamt absolvierte er 17 Länderspiele für Jugoslawien, ohne dabei ein Tor zu erzielen.

### Erfolge
- Jugoslawischer Meister (4): 1970/71, 1973/74, 1974/75, 1978/79
- Jugoslawischer Pokalsieger (5): 1972, 1973, 1974, 1976, 1977
- Belgischer Meister (3): 1980/81, 1984/85, 1985/86
- UEFA-Pokal-Sieger: 1983

## Trainerkarriere
Peruzović begann 1989 als Trainerassistent bei Hajduk Split und war später selbst hauptverantwortlicher Trainer der ersten Mannschaft des Vereins. Weiterhin trainierte er Sporting Charleroi, Standard Lüttich, KRC Genk und den RSC Anderlecht in Belgien, Olympique Marseille in Frankreich und Gençlerbirliği in der Türkei. Außerdem war er auch Vereinstrainer in Saudi-Arabien, Katar und 2008 von Al-Shaab sowie bis 2006 Trainer der bahrainischen Nationalmannschaft.
Seit Oktober 2009 steht er als Cheftrainer bei CS Sfax in Tunesien unter Vertrag.